# Asunder
Asunder – pierwszy album studyjny niemieckiej grupy muzycznej Heaven Shall Burn.

## Lista utworów
1. "To Inherit the Guilt" – 3:05
2. "Cold" – 4:20
3. "Betrayed Again" – 3:52
4. "Deification" – 5:11
5. "Pass Away" – 3:30
6. "Open Arms to the Future" – 2:55
7. "The Drowned and the Saved" – 4:07
8. "Where Is the Light" – 2:56
9. "Asunder" – 4:48
10. "The Fourth Crusade" (cover Bolt Thrower) – 4:52
11. "***********" (cover Liar) – 26:23[1]

## Inne informacje
- Utwór "The Drowned And The Saved" został zainspirowany książką Primo Leviego pod tym samym tytułem (pol. Pogrążeni i ocaleni, 1986), stanowiącą świadectwo i rozmyślania autora dotyczące jego przeżyć w obozie koncentracyjnym Auschwitz-Birkenau.
- Utwór "The Fourth Crusade" to cover zespołu Bolt Thrower, zatytułowany pierwotnie "The IVth Crusade" i wydany na płycie The IVth Crusade z 1992 roku[2].
- Utwór "***********" (11 gwiazdek) to cover utworu "Battlecries" zespołu Liar, pierwotnie opublikowany na płycie Falls Of Torment z 1995 roku[3]. Na płycie Asunder jest on poprzedzony 23-minutową ciszą.
- Projekt okładki przygotował Mike D'Antonio (basista grupy Killswitch Engage)[4].